# Kwon Jae-chan
Đây là một tên người Triều Tiên, họ là Kwon.
Kwon Jae-chan (tiếng Hàn: 권재찬; sinh năm 1969) là một sát nhân hàng loạt người Hàn Quốc đã cướp và sát hại ba người từ năm 2003 đến năm 2021 tại quận Michuhol, thành phố Incheon, Hàn Quốc. Ông ta bị bắt ngay sau hai vụ giết người cuối cùng và bị kết án tử hình.

## Đầu đời
Kwon Jae-chan sinh năm 1969 tại Incheon, đứng nhì trong ba người con. Ở trường, Kwon bị điểm thấp trong mọi môn học, cậu thường xuyên bị bắt nạt. Khi lên trung học, Kwon nhiều lần bỏ nhà trốn học. Tháng 12 năm 1985, Kwon bị kết án giam giữ trẻ vị thành niên vì tội xâm phạm và trộm cắp. Không lâu sau khi được thả, Kwon bỏ học và làm nghề cắt tóc trong thời gian ngắn. Vào ngày 30 tháng 3 năm 1987, anh ta bị kết án tám tháng tù giam và hai năm quản chế vì tội trộm cắp.
Tháng 11 năm 1991, Kwon bước vào một ngôi nhà không khóa ở Michuhol-gu, Incheon. Khi vào bên trong, Kwon cưỡng hiếp một phụ nữ và định cướp tài sản. Sau đó, anh ta bị kết án sáu năm tù vì tấn công tình dục, cướp tài sản và hành vi tống tiền. Sau khi ra tù vào tháng 10 năm 1997, Kwon đột nhập ngôi nhà không khóa khác, tại đây Kwon tấn công một phụ nữ và lấy trộm 2,6 triệu won. Đối với tội danh này, anh ta bị kết án 5 năm tù giam.

## Gây án
Vào tháng 1 năm 2003, Kwon đánh chết một chủ tiệm cầm đồ 69 tuổi ở Michuhol-gu, Incheon. Sau đó, anh ta lấy trộm 320.000 won từ cửa tiệm, nhưng bị bắt sau khi cố gắng đưa nó vào Nhật Bản. Đối với tội giết người, anh ta bị kết án 15 năm tù. Trong khi bị giam cầm, anh ta đã hành hung một bạn tù. Kwon được chẩn đoán mắc hội chứng Raynaud và một số bệnh tâm thần, bao gồm chứng trầm cảm.
Sau khi ra tù vào năm 2018, Kwon làm việc tại một công trường xây dựng, nhưng anh ta dính vào cờ bạc và thiếu nợ 90 triệu won. Vì điều này, Kwon lên kế hoạch cướp và giết một người khác để trả nợ. Vào khoảng 7 giờ sáng ngày 4 tháng 12 năm 2021, Kwon hành hung một phụ nữ 59 tuổi trong bãi đậu xe của một tòa nhà ở Michuhol-gu, Incheon. Sau đó Kwon bóp cổ người phụ nữ đến chết và giấu xác trong cốp ô tô. Kwon và một đồng phạm sử dụng thẻ tín dụng của nạn nhân để rút 4,5 triệu won từ máy ATM. Cải hai lấy trộm thêm 11 triệu won cùng đồ trang sức. Ngày hôm sau, Kwon đánh chết đồng phạm của mình – một người đàn ông trung niên – trên ngọn đồi gần Bãi biển Eulwangri trên Đảo Yeongjong của Incheon, và chôn thi thể gần đó.

## Bắt giữ
Ngày 7 tháng 12 năm 2021, Kwon Jae-chan bị bắt và buộc tội với hai tội danh giết người, phi tang thi thể và cướp tài sản. Ngày 22 tháng 6 năm 2022, Kwon bị kết án tử hình.